# Tyska ryttarmärket

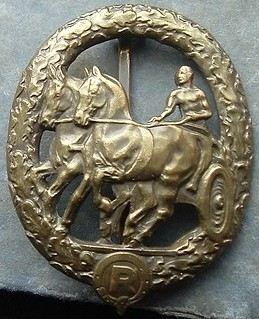
Tyska ryttarmärket i silver.

Tyska ryttarmärket var en utmärkelse i Weimarrepubliken och Tredje riket. Den instiftades den 9 april 1930 och fanns i tre klasser: brons, silver och guld.